# Let it beat!
〈Let it beat!〉(렛잇비트)는 일본의 음악 그룹 AAA의 아홉 번째 싱글이다. 2006년 8월 30일에 에이벡스 트랙스에서 발매됐다.

## 개요
- 데뷔 1주년 기념으로 연속으로 발매되는 4개의 타이틀 중 하나이다. 나머지 3개는 싱글은 〈"Q"〉 · 미니 음반 《ALL/2》 · 라이브 DVD 《2nd ATTACK at Zepp Tokyo on 29th of June 2006》이다.
- 오리콘 첫 등장에 7위가 됐으며, 당시의 AAA의 자신의 최고기록을 갱신했다.
- 한정판에는 PV를 수록하고 있는 DVD가 부록되어있다.
- 이 싱글 이후부터 모든 싱글 · 음반 등의 띠에 AAA의 공식 로고가 붙게 됐다.

## 수록 내용

### CD+DVD
CD
1. Let it beat!
  - 작사: 타나베 치사 / 작곡 · 편곡: 와타나베 미키

영화 《아키하바라@DEEP》 주제가
2. DRAGON FIRE (Live Version)
3. Let it beat! (Instrumental)

DVD
1. Let it beat!(Music Clip)

### CD ONLY
1. Let it beat!
2. DRAGON FIRE (Live Version)
3. Let it beat! (Instrumental)